# Phrixgnathus waipoua
Phrixgnathus waipoua är en snäckart som först beskrevs av Gardner 1969.  Phrixgnathus waipoua ingår i släktet Phrixgnathus och familjen punktsnäckor. Inga underarter finns listade i Catalogue of Life.